# Episodi di Omnibus (ottava stagione)
L'ottava stagione della serie televisiva Omnibus è stata trasmessa in anteprima negli Stati Uniti d'America dalla NBC tra il 13 novembre 1960 e il 16 aprile 1961.
| nº | Titolo originale            | Titolo italiano | Prima TV USA     | Prima TV Italia |
| -- | --------------------------- | --------------- | ---------------- | --------------- |
| 1  | He Shall Have Power         |                 | 13 novembre 1960 |                 |
| 2  | Night People                |                 | 11 dicembre 1960 |                 |
| 3  | A Midwinter Night's Dream   |                 | 1º gennaio 1961  |                 |
| 4  | Fierce, Funny and Far Out   |                 | 5 marzo 1961     |                 |
| 5  | An Omnibus of American Song |                 | 26 marzo 1961    |                 |
| 6  | Western Hemisphere - 1971   |                 | 16 aprile 1961   |                 |